# Oz (programovací jazyk)
Oz je multiparadigmatický programovací jazyk vyvinutý v laboratoři programovacích systémů na Katolické univerzitě v Lovani pro výuku programovacích jazyků. Má vlastní kanonickou učebnici: Koncepty, techniky a modely počítačového programování.
Oz poprvé vyvinul Gert Smolka spolu se svými studenty v roce 1991.  Na dalším vývoji se v roce 1996 podíleli Seif Haridi a Peter Van Roy ve Švédském institutu informatiky.  Od roku 1999 byl Oz v nepřetržitém vývoji mezinárodní skupiny Mozartovo konsorcium, které se skládalo ze Sárské univerzity, Švédského institutu informatiky a Katolické univerzity v Lovani.  V roce 2005 byla odpovědnost za řízení vývoje Mozarta převedena na základní skupinu Mozart Board s výslovným cílem otevřít vývoj větší komunitě.
Mozartův programovací systém je primární implementací Oze. Je vydán s open-source licencí od Mozartova konsorcia. Mozart byl portován na Unix, FreeBSD, Linux, Windows a macOS.

## Vlastnosti jazyka
Oz obsahuje většinu konceptů hlavních programovacích paradigmat včetně logického, funkcionálního, imperativního, objektově orientovaného, omezeného, distribuovaného a souběžného programování. Oz má jak jednoduchou formální sémantiku tak efektivní implementaci. Je souběžně orientovaný jazyk, jak ho představil Joe Armstrong, hlavní vývojář jazyka Erlang (programovací jazyk). Díky Tomu je jeho použití efektivní. Oz podporuje kanonický jazyk QTk v grafickém uživatelském rozhraní (GUI). 
Kromě programování s více paradigmaty jsou jeho hlavní silnou stránkou omezené programování a distribuované programování. Díky svému zapracovanému designu je Oz schopen úspěšně implementovat síťové transparentní modely distribuovaného programování. Tento model usnadňuje programování otevřených aplikací v systému odolném proti selhání v daném jazyce. Pro omezené programování představil Oz myšlenku výpočetních prostorů, které umožňují uživatelem definované strategie vyhledávání a distribuce ortogonálně k doméně omezení.

## Přehled

### Datové struktury
Oz je založen na základním jazyce s velmi malým počtem datových typů, které lze ale rozšířit pomocí syntaktického cukru.
Základní datové struktury:
- Čísla: reálná nebo celá čísla
- Záznamy: pro seskupování údajů:  circle(x:0 y:1 radius:3 color:blue style:dots). Zde se prvky x,y, rádius atd. nazývají prvky a data s nimi spojená (v tomto případě 0, 1, 3 atd. jsou hodnoty).
- N-tice: Záznam celého čísla je k dispozici ve vzestupném pořadí:  circle(1:0 2:1 3:3 4:blue 5:dots) .
- Seznamy: jednoduchá lineární struktura

```
'|'
(
2
 
'|'
(
4
 
'|'
(
6
 
'|'
(
8
 
nil
))))
 
% prostý záznam

2
|(
4
|(
6
|(
8
|
nil
)))
 
% s trochou syntaktického cukru

2
|
4
|
6
|
8
|
nil
 
% více syntaktického cukru

[
2
 
4
 
6
 
8
]
 
% ještě více syntaktického cukru

```

Těmito datovými strukturami jsou hodnoty (konstantní), kontrola první třídy a dynamického typu. Názvy proměnných začínají velkým písmenem, aby se odlišily od literálů, které vždy začínají malým písmenem.

### Funkce
Funkce jsou hodnoty první třídy, které umožňují funkční programování vyššího řádu:
```
fun
 
{
Fact
 
N
}

   
if
 
N
 
=<
 
0
 
then
 
1
 
else
 
N
*
{
Fact
 
N
-
1
}
 
end

end

```

```
fun
 
{
Comb
 
N
 
K
}

   
{
Fact
 
N
}
 
div
 
({
Fact
 
K
}
 
*
 
{
Fact
 
N
-
K
})
 
% celá čísla nemohou přetékat (nezbyla by žádná paměť)

end

fun
 
{
SumList
 
List
}

   
case
 
List
 
of
 
nil
 
then
 
0

   
[]
 
H
|
T
 
then
 
H
+
{
SumList
 
T
}
 
% párování vzorů v seznamech

   
end

end

```

Funkce lze použít s volnými i vázanými proměnnými. Hodnoty volných proměnných jsou nalezeny pomocí statického lexikálního rozsahu.

#### Programování vyšších řádů
Funkce jsou jako ostatní objekty. Mohou být předány jako atribut jiným funkcím nebo mohou být vráceny ve funkci. 
```
fun
 
{
Square
 
N
}
  
% obecná funkce

   
N
*
N

end

fun
 
{
Map
 
F
 
Xs
}
  
% F je zde funkce - programování vyššího řádu

   
case
 
Xs

      
of
 
nil
 
then
 
nil

      
[]
 
X
|
Xr
 
then
 
{
F
 
X
}|{
Map
 
F
 
Xr
}

   
end

end

% použití

{
Browse
 
{
Map
 
Square
 
[
1
 
2
 
3
]}}
  
% procházení [1 4 9]

```

#### Anonymní funkce
Stejně jako mnoho jiných funkcionálních jazyků podporuje i Oz použití anonymních funkcí (tj. funkcí, které nemají název) při programování vyšších řádů. K jejich označení se používá symbol $.

Níže je funkce čtverce definována anonymně a předána, což způsobí [1 4 9] procházení.
```
{
Browse
 
{
Map
 
fun
 
{
$ 
N
}
 
N
*
N
 
end
 
[
1
 
2
 
3
]}}

```

Protože anonymní funkce nemají jména, není možné definovat rekurzivní anonymní funkce.

#### Procedury
Funkce mají vrátit hodnotu při posledním příkazu nalezeném v těle funkce během jejího provádění. V níže uvedeném příkladu funkce Ret vrátí 5, pokud X>0 a jinak -5.
```
declare

fun
 
{
Ret
 
X
}

   
if
 
X
 
>
 
0
 
then
 
5
 
else
 
~
5
 
end

end

```

Dále je Oz ošetřen pro případ, že funkce nesmí vracet hodnoty. Takovým funkcím se říká procedury. Procedury jsou definovány pomocí konstruktu "proc" následovně:
```
declare

proc
 
{
Ret
 
X
}

   
if
 
X
 
>
 
0
 
then
 
{
Browse
 
5
}
 
else
 
{
Browse
 
~
5
}
 
end

end

```

Výše uvedený příklad nevrací žádnou hodnotu, pouze vytiskne 5 nebo -5 v prohlížeči Oz v závislosti na znaménku X.

### Proměnné v toku dat a deklarativní souběžnost
Když program narazí na nevázanou proměnnou, čeká na hodnotu. Například níže bude vlákno čekat, dokud nebudou X a Y vázány s hodnotou, než se zobrazí hodnota Z.
```
thread
 

   
Z
 
=
 
X
+
Y

   
{
Browse
 
Z
}

end

thread
 
X
 
=
 
40
 
end

thread
 
Y
 
=
 
2
 
end

```

Hodnotu proměnné toku dat nelze měnit, pokud je proměnná vázána:
```
X
 
=
 
1

X
 
=
 
2
 
% chyba

```

Proměnné toku dat usnadňují vytváření souběžných původců proudu:
```
fun
 
{
Ints
 
N
 
Max
}

   
if
 
N
 
==
 
Max
 
then
 
nil

   
else
 

      
{
Delay
 
1000
}

      
N
|{
Ints
 
N
+
1
 
Max
}

   
end

end

fun
 
{
Sum
 
S
 
Stream
}

   
case
 
Stream

      
of
 
nil
 
then
 
S

      
[]
 
H
|
T
 
then
 
S
|{
Sum
 
H
+
S
 
T
}

   
end

end

local
 
X
 
Y
 
in

   
thread
 
X
 
=
 
{
Ints
 
0
 
1000
}
 
end

   
thread
 
Y
 
=
 
{
Sum
 
0
 
X
}
 
end

   
{
Browse
 
Y
}

end

```

Z důvodu fungování toku proměnných je možné umístit vlákna komkoli v programu a zaručit, že bude mít stejný výsledek. Díky tomu je souběžné programování velmi snadné. Vlákna jsou velmi úsporná: je možné mít spuštěných 100 000 vláken najednou.

### Příklad: Zkušební dělicí síto
Tento příklad počítá proud prvočísel pomocí algoritmu zkušebního dělení rekurzivním vytvářením souběžných původců proudu, kteří odfiltrují jiná než prvočísla:
```
fun
 
{
Sieve
 
Xs
}

   
case
 
Xs
 
of
 
nil
 
then
 
nil

   
[]
 
X
|
Xr
 
then
 
Ys
 
in

      
thread
 
Ys
 
=
 
{
Filter
 
Xr
 
fun
 
{
$ 
Y
}
 
Y
 
mod
 
X
 
\
=
 
0
 
end
}
 
end

      
X
|{
Sieve
 
Ys
}

   
end

end

```

### Odložené vyhodnocování
Oz používá ve výchozím nastavení okamžité vyhodnocování, ale odložené vyhodnocování je možné také. Níže je skutečnost vypočítána pouze tehdy, když je pro výpočet hodnoty Y potřeba hodnota X.
```
fun
 
lazy
 
{
Fact
 
N
}

   
if
 
N
 
=<
 
0
 
then
 
1
 
else
 
N
*
{
Fact
 
N
-
1
}
 
end

end

local
 
X
 
Y
 
in

  
X
 
=
 
{
Fact
 
100
}
 

  
Y
 
=
 
X
 
+
 
1

end

```

Odložené vyhodnocování dává možnost ukládání skutečně nekonečných datových struktur. Síla odloženého vyhodnocování je patrná z následující ukázky kódu:
```
declare

fun
 
lazy
 
{
Merge
 
Xs
 
Ys
}

   
case
 
Xs
#
Ys

   
of
 
(
X
|
Xr
)
#
(
Y
|
Yr
)
 
then

      
if
 
X
 
<
 
Y
 
then
 
X
|{
Merge
 
Xr
 
Ys
}

      
elseif
 
X
>
Y
 
then
 
Y
|{
Merge
 
Xs
 
Yr
}

      
else
 
X
|{
Merge
 
Xr
 
Yr
}

      
end

   
end

end

fun
 
lazy
 
{
Times
 
N
 
Xs
}

   
case
 
Xs

   
of
 
nil
 
then
 
nil

   
[]
 
X
|
Xr
 
then
 
N
*
X
|{
Times
 
N
 
Xr
}

   
end

end

declare
 
H

H
 
=
 
1
 
|
 
{
Merge
 
{
Times
 
2
 
H
}
 
{
Merge
 
{
Times
 
3
 
H
}
 
{
Times
 
5
 
H
}}}

{
Browse
 
{
List
.
take
 
H
 
6
}}

```

Výše uvedený kód elegantně spočítá všechna regulární čísla v nekonečném seznamu. Skutečná čísla se počítají pouze, když jsou potřeba.

### Souběžnost předávání zpráv
Deklarativní souběžný model lze rozšířit o předávání zpráv pomocí jednoduché sémantiky:
```
declare

local
 
Stream
 
Port
 
in

   
Port
 
=
 
{
NewPort
 
Stream
}

   
{
Send
 
Port
 
1
}
 
% proud je nyní 1|_ ('_' označeno nevázanou a nepojmenovanou proměnnou)

   
{
Send
 
Port
 
2
}
 
% proud je nyní 1|2|_ 

   
...

   
{
Send
 
Port
 
n
}
 
% proud je nyní 1|2| .. |n|_

end

```

S portem a vláknem lze definovat asynchronní původce:
```
fun
 
{
NewAgent
 
Init
 
Fun
}

   
Msg
 
Out
 
in

   
thread
 
{
FoldL
 
Msg
 
Fun
 
Init
 
Out
}
 
end

   
{
NewPort
 
Msg
}

end

```

### Stav a objekty
Je opět možné rozšířit deklarativní model o podporu stavového a objektově orientovaného programování (zkratka OOP) s velmi jednoduchou sémantikou. Vytvoření nové proměnlivé datové struktury s názvem buňky:
```
local
 
A
 
X
 
in

   
A
 
=
 
{
NewCell
 
0
}

   
A
 
:
=
 
1
  
% změní hodnotu A na 1

   
X
 
=
 
@
A
  
% @ použito k přístupu k hodnotě A

end

```

Pomocí těchto jednoduchých sémantických změn lze podpořit celé objektově orientované paradigma. S trochou syntaktického cukru se OOP dobře integruje.
```
class
 
Counter

   
attr
 
val

   
meth
 
init
(
Value
)

      
val
:
=
Value

   
end

   
meth
 
browse

      
{
Browse
 
@
val
}

   
end

   
meth
 
inc
(
Value
)

      
val
 
:
=
@
val
+
Value

   
end

end

local
 
C
 
in

   
C
 
=
 
{
New
 
Counter
 
init
(
0
)}

   
{
C
 
inc
(
6
)}

   
{
C
 
browse
}

end

```

## Rychlost provedení
Rychlost provádění programu vytvořeného překladačem Mozart (verze 1.4.0 implementující Oz 3) je velmi pomalá. Na sadě benchmarků je v průměru asi 50krát pomalejší než GNU Compiler Collection (GCC) pro jazyk C, přičemž řeší benchmarky - úkoly.